# 小川美那子
小川 美那子（おがわ みなこ、1962年3月4日 - ）は、日本の女優、作家、エッセイスト。宮城県出身。

## 来歴
白石女子高校卒業。高校在学中からCMモデルとして活躍、1984年6月、映画『女子大寮・SEX覗きショック』（にっかつ）で女優としてデビュー。SM系もこなせる女優として、日活ロマンポルノ後期をささえる重要な役割を担った。女優業の傍ら作家としてもデビューを果たし、1996年作『殺人交差』（『イリュージョン』収録）では第6回日本文芸家クラブ短編部門大賞を受賞。以後、官能とサスペンスを融合した作品を多数発表する。
自宅の一部をスタジオにして映画、テレビなどの収録に貸し出している。
趣味は油絵、読書、歌、サイクリング。

## ロマンポルノ
モデルをやっていた22歳の頃にロマンポルノへの出演の話を持ちかけられた。その時、当時ロマンポルノ界で活躍していた風祭ゆきのPVを見せられ、綺麗な海で優雅に泳ぐ風祭の姿に「私もこんなステキに撮ってもらえるならやります！」と出演を決めた。当時小川には同棲中の恋人がおり、出演を相談したところ思い出作りに1、2本出ると思われたのか、「やってみたら？応援する」と言われた。しかしその後も出演が続いたため、結局彼とは別れてしまったという。
上記のような撮影を期待して、いざロマンポルノに出演してみたらSM路線の作品で、本人は後に「体が丈夫で我慢強かったのがSM向きだったのかな」と推測している。本人によると、逆さ吊りされるシーンなどのテストでは助監督がやるのが一般的だが、小川は自分でやったとのこと。また他の女優はそういうシーンで手首や足首の痛みを和らげるために縄と肌の間にカメラに映らない程度の大きさのタオルを巻いて撮影に臨んでいたが、小川はそういうこともしなかったという。
ある作品の撮影現場で東大出身の助監督がセットの隅で撮影時に使う浣腸の道具の準備をしていた。その様子を見た小川が、「東大まで出たのに何でそんなことしてるの？」と尋ねると、「映画を作るのが好きなんです」と返ってきた。その人物は中田秀夫で、後に監督として映画『リング』シリーズなどでヒットを飛ばすこととなる。

## 出演

### 映画
- 女子大寮・SEX覗きショック（1985年、にっかつ）
- マゾヒスト（1985年、にっかつ）
- 人妻コレクター（1985年、にっかつ）
- 白衣監禁（1985年、にっかつ）
- 女豹（1985年、にっかつ）
- 花と蛇 白衣縄奴隷（1986年、にっかつ）
- 瓶詰め地獄（1986年、にっかつ）
- いたずらロリータ 後ろからバージン（1986年、にっかつ）
- 花と蛇 飼育篇（1986年、にっかつ）
- 凌辱めす市場 監禁（1986年、にっかつ）
- 極道の妻たち（1986年、東映）
- 檻の中の欲しがる女たち（1987年、にっかつ）
- 痴漢サギ師 まさぐる指先（1987年、にっかつ）
- 蘭光生 肉飼育（1987年、にっかつ）
- 団鬼六 生贄姉妹（1987年、にっかつ）
- ころがし涼太 激突！モンスターバス（1988年、シネ・ロツポニカ）
- 団鬼六 妖艶能面地獄（1988年、にっかつ）
- 輪舞（1988年、にっかつ）
- 二十世紀少年読本（1989年）
- 危ない話（1989年、CBSソニーグループ）
- 砂の上のロビンソン（1989年、日本アート・シアター・ギルド）
- 就職戦線異状なし（1991年、東宝）
- ミンボーの女（1992年、東宝）
- 大病人（1993年、東宝）
- 突然炎のごとく（1994年、WOWOW）
- 紅〜BENI〜（1995年、Super Cool）
- トラブルシューター（1995年、ビターズ・エンド）
- したくて、したくて、たまらない、女。（1995年、新東宝映画）
- La VIE 共生!（1995年、Office 90）
- 女囚処刑人 マリア（1995年、ギャガ・コミュニケーションズ）
- くノ一忍法帖 忍者月影抄（1996年、東北新社）
- 乱熟秘書 吸いつく下半身（1997年、大蔵映画）
- 宿 YADO 月夜野村山姥伝説（1998年、回転ねこ）
- Body Thrill ボディ スリル（1998年、シネロケット）
- 修羅がゆく11 名古屋頂上戦争（2000年、東映ビデオ）
- 団鬼六 紅姉妹(2002年、新東宝映画)[4]
- ママズ・アタック（2003年、GPミュージアム）

### Vシネマ
- プリズナーオブ 追跡の48時間（1991年、東映）
- THE レイプマン1（1993年、ピンクパイナップル）
- 銀玉命!銀次郎（1993年、タキ・コーポレーション）
- 極道物語 花町一家四代目 竹田知佳（1994年、笠倉出版社）
- 団鬼六 淫舞地獄 夕顔夫人（1994年、ピンクパイナップル）
- 団鬼六 人妻蟻地獄（1995年、ピンクパイナップル）
- 痴漢日記 尻を撫でまわしつづけた男（1995年、東映）
- 大江戸遊女妻（1995年、ピンクパイナップル）
- 愛姉妹（1995年、ピンクパイナップル）
- 触角記 女教師 秘戯レッスン（1996年、ジャパンホームビデオ）
- ブルーシーズン 不純異性交遊（1996年、ジャパンホームビデオ）
- 女・仕事人 望みかなえます（1996年、ミュージアム）
- 若恥母（1996年、ミュージアム）
- 新任女教師 美術室の情事（1996年、TMC）
- Q嬢の物語（1996年、センテスタジオ）
- 歌麿おんな秘図（1996年、松竹ホームビデオ）
- 大江戸レイプマン 女淫処刑人（1996年、徳間書店）
- 味見師竜馬 性のソムリエ（1996年、キングレコード）
- 告白手記　私が濡れたあのSEX（1997年、カレス）
- 今夜も絶好調！（1997年、ケイエスエス販売）
- 団鬼六 私日記 蒼い蕾（1999年、ミュージアム）
- 団鬼六 私日記 麗夫人凌辱（1999年、ミュージアム）
- お母さんといっしょ 禁じられた母娘関（2004年、レジェンド・ピクチャーズ）

### VHS
- ゆれるまなざし（1985年、メデイアステーション）
- 小川美那子のSEX教習所 1 インドア編（1986年、東宝）
- 小川美那子のSEX教習所 2 アウトドア編（1986年、東宝）
- 如教師 小川美那子 夜の火遊び（1986年、ファイブスター）
- ザ・セックスカウンセラー 小川美那子 女医シリーズ（1986年、ファイブスター）
- 南回帰線（1993年、グラフィティジャパン）
- 不能（アルバトロス・ビジョン）
- フェアリーダスト（ブリリアント）

### テレビ
- 土曜ワイド劇場　炎の中の美女 江戸川乱歩の『三角館の恐怖』ヌードモデル役(影沢銀子名義)(1984年、テレビ朝日)
- 火曜サスペンス劇場 原子炉の蟹 死体に残された紙片の謎（1987年、日本テレビ）
- ドラマ23 涙日記（1988年、TBS）
- 女優時代（1988年、読売テレビ）
- 月曜・女のサスペンス 死を呼ぶ人形 京都伏見殺人事件（1989年、テレビ東京）
- ドラマ21 ぼくが医者をやめた理由（1990年、テレビ東京）
- 魔術はささやく（1990年） - 菅野洋子 役
- 江戸中町奉行所 第1シリーズ 第11話『闇の元締を消せ!』（1990年、テレビ東京）
- 悶絶！電脳固め（1990年、関西テレビ）
- 女と男が愛する時（1990年、フジテレビ）
- 地上げてごらん!（1990年、関西テレビ）
- スクールウォーズ2（1990年、TBS）
- 君の名は 第六部『それからの二人・夫婦編』第258話 第263話（1991〜1992年、NHK）
- 女子高生!キケンなアルバイト（1991年、TBS）
- 岡っ引どぶ 第6話『出湯の里殺人事件』（1991年、フジテレビ）
- 文吾捕物絵図（1991年、日本テレビ）
- 金曜ドラマシアター 君たちがいて僕がいる（1992年、フジテレビ）
- うどん警部 九月のミンク（1992年、関西テレビ）
- 喧嘩屋右近1 第7話『尼僧一人、八万石の大掃除』（1992年、テレビ東京）
- おっと（夫）あぶない!外伝（1993年、読売テレビ）
- お助け同心が行く! 第2話『毒薬と小町娘』（1993年、テレビ東京）
- 水曜劇場 チャンス! 第3話『スキャンダルな奴』（1993年、フジテレビ）
- 土曜ワイド劇場 美人デザイナー殺し 華麗な湖畔ファッションショーに怨念の毒針が飛んだ…（1993年、テレビ朝日）
- 誰よりも君のこと（1994年、テレビ朝日）
- 静かなるドン 第5話『総長の天国と地獄』（1994年、日本テレビ）
- 寝たふりしてる男たち（1995年、日本テレビ）
- 金曜エンタテイメント 美味しんぼ2 超豪華珍品料理（1995年、フジテレビ）
- 月曜ドラマスペシャル 保護司堂本ガンバります!郡上八幡連続殺人事件（1995年、TBS）
- 100億の男（1995年、フジテレビ）
- 刑事追う! 第13話『宝石とダンベル』（1996年、テレビ東京）
- はぐれ刑事純情派 第9シリーズ 第7話『放火致死!?特殊関係人の女』（1996年、テレビ朝日）
- 火曜サスペンス劇場 小京都ミステリー『肥後人吉殺人事件』（1997年、日本テレビ）
- はみだし刑事情熱系 シーズン2 第15話 「殺人懸賞金1000万要求！銭ゲバ女の涙…」（1998年、テレビ朝日）
- 土曜ワイド劇場 法医学教室の事件ファイル8『真犯人も知らない“温かい死体”の謎!』（1998年、テレビ朝日）
- なっちゃん家 Sweet Horror Memories 第8話『なっちゃん家の壁の穴』（1998年、テレビ朝日）
- 捜査検事・近松茂道 第5話『自白〜京都祇園殺人事件!』（2005年、BSジャパン）

### 舞台
- 文士劇 ぼくらの愛した二十面相（1997年　北方健三・大沢在昌・宮部みゆき他）
- 愛奴（演出・和田勉　主演・小川美那子　共演・北村有起哉他）
- ロマンティックライフ（2004年　演出・ブッチー武者）
- 朗読劇　手紙（2020年　文学座・演出・得丸伸二）

## 原作及びプロデュース作品

### Vシネマ
- 誘惑な女（1996年、ビームエンターテインメント）
- 尻GIRL（1996年、ビームエンターテインメント）
- 異常愛（1996年、ビームエンターテインメント）
- 指戯 魔性の香り（1996年、ビームエンターテインメント）出演兼
- イカせる宅配ホスト 牝熟狩り（1997年、東映）出演兼

### 舞台（プロデュース・シナリオ作品）
- 私たちに光を！生きることを諦めたくないから・・・（2011年）

## 著作
- 扇情カウンセリング-見せたがる女（『臨時増刊 小説CLUB』1993年12月号収録）
- 恥裂の囁き－愛人テスト（『新年特別号 小説CLUB』1994年1月号収録）
- 悦楽の教室（『小説NON』1994年3月号収録）
- 淫奸の囁き－わたしをレイプして!（『小説CLUB』1994年6月号収録）
- 秘密のペンフレンド（『小説NON』1994年7月号収録）
- スイートニンフ（『小説NON』1994年9月号収録）
- 愉悦の陥穽－禁断の姦景（『新春特別号 小説CLUB』1995年2月号収録）
- 相互姦賞－ガラスの中の淫戯（『小説CLUB』1995年12月号収録）
- セクシー泥棒－ピンクキャット（1995年、夜想舎 ナイトロマン文庫）
- 悦楽の同窓会（『官能アンソロジー 秘本』1996年、祥伝社 ノン・ポシェット収録）
- 夏の終わり（『小説NON』1997年10月号収録）
- 赤い縄（『情欲の蜜猟者 スーパーラブロマン選集』1999年、竹書房文庫収録）
- 光雨（『禁断の恐怖 戦慄のアンソロジー』1999年、青春出版社収録）
- イリュージョン（2000年、出版芸術社）1.小川美那子の告白1－露出=エクスポージャー 2.ゲーム・オーバー 3.わたしと彼女 4.誘う女 5.殺人交差 6.藍は死の色 7.最愛のパートナー 8.甘い罠の行方 9.魔境 10.小川美那子の告白2－幸福の再来
- 蘭のくちづけ（『欲望の嬌宴 日本文芸家クラブ編』2001年、徳間文庫収録）
- Mの館（2002年、ベストロマン文庫）
- 悪女誕生（『耽溺(おぼ)れるままに 問題小説傑作選』2002年、徳間文庫収録）
- 女優（『恍惚 日本文芸家クラブ編』2004年、徳間文庫収録）
- 悦楽のリフレイン（『祭 魔悦の女 日本性愛小説大全』2004年、徳間文庫収録）

## 写真集
- 美那子（1985年、近代映画社）
- 小川美那子写真集（1986年、近代映画社）近映文庫
- 堕落(DARAKU)小川美那子緊縛写真集（1998年、北欧書房）

## 音楽
- どうぞこのまま/永久の愛(とわのあい)（2010年、CHOZEN MUSIC）